# Negești (okręg Alba)
Negești – wieś w Rumunii, w okręgu Alba, w gminie Scărișoara. W 2011 roku liczyła 129 mieszkańców.